# مسجد تشنغدو هوانغتشنغ
مسجد تشنغدو هوانغتشنغ (بالصينية:成都皇城清真寺) هو مسجد في حي تشينغيانغ، بمدينة تشنغدو ،في مقاطعة سيتشوان ، الصين . وهو أكبر مسجد في مقاطعة سيتشوان.

## اسم
هوانغتشنغ تعني " سور القصر" بسبب موقع المسجد بالقرب من قصر ملكي، وبالتالي كان اسم المسجد هكذا. 

## التاريخ
تم بناء المسجد في الأصل في القرن السادس عشر. تم إعادة بنائها لأول مرة في عام 1858. في عام 1917 ، تعرضت لأضرار جسيمة خلال أحد الحروب. بعد ذلك، تم تقليل الحجم من 600 6 م 2 إلى 5000 م 2 بسبب قلة ذات اليد.،آخر ترميم كان في نوفمبر 1998. 

## هندسة معمارية
تم بناء المسجد بمزيج من الأساليب المعمارية العربية والصينية التي تشمل أسلوب سلالتيمينغ وتشينغ . يتكون من سور وبوابات وحمام ومكتبة وقاعة الصلاة الرئيسية.  فيه كذلك مكتبة من كتب إسلامية مكتوبة باللغتين العربية والصينية. على البوابة الأولى، يوجد لوح به اسم المسجد معلق. وعلى البوابة الثانية، يوجد لوح به أربعة أحرف صينية بمعنى مسجد قديم ذا تاريخ عريق، والتي وضعت خلال عهد أسرة تشينغ . 

## أنشطة
يضم المسجد مقر الجمعية الإسلامية لمقاطعة سيتشوان. 

## وسائل النقل
يمكن الوصول إلى المسجد عبر استقلال مترو تشنغدو والنزول بمحطة تيان فو (بالصينية:天府广场)